# Louise-Élisabeth de Bourbon-Condé
 (avril 2025).
Si vous disposez d'ouvrages ou d'articles de référence ou si vous connaissez des sites web de qualité traitant du thème abordé ici, merci de compléter l'article en donnant les références utiles à sa vérifiabilité et en les liant à la section « Notes et références ».
Titre
Princesse de Conti
9 juillet 1713 – 27 mai 1775
(61 ans, 10 mois et 18 jours)
Signature
Louise-Élisabeth de Bourbon-Condé, dite Mademoiselle de Charolais et ensuite Mademoiselle de Condé, est née le 22 novembre 1693 au château de Versailles et est morte le 27 novembre 1775 à l'hôtel de Conti. Étant fille de Louis III de Bourbon-Condé, prince de Condé, et de Louise-Françoise de Bourbon, la fille légitimée du roi Louis XIV, elle est ainsi princesse du sang. Devenue l'épouse de Louis-Armand de Bourbon-Conti, elle devient princesse de Conti, puis princesse douairière de Conti à sa mort. Elle sera chargée de présenter la marquise de Pompadour à la cour.   

## Biographie

### Enfance
Fille de Louis III de Bourbon-Condé, sixième prince de Condé et arrière-petit-fils du Grand Condé, et de Louise-Françoise de Bourbon, duchesse de Bourbon et fille du roi Louis XIV et de sa maîtresse Madame de Montespan, Louise-Élisabeth est née le 22 novembre 1693 au château de Versailles. Par ses deux parents, elle est une princesse du sang. Elle portera le surnom de « Mademoiselle de Charolais » durant ses jeunes années. Elle sera baptisée en la chapelle royale de Versailles avec son frère aîné Louis-Henri puis sa sœur Louise-Anne le 24 novembre 1698. 

### Mariage
Alors âgée de dix-sept ans, une union est d'abord envisagé avec le duc de Berry, le petit-fils du roi, mais le projet échoua à cause des manigances de Françoise-Marie de Bourbon, duchesse d'Orléans, qui souhaitait alors lui faire épouser sa jeune fille. Le 9 juillet 1713, Louise-Élisabeth épouse finalement son cousin, Louis-Armand de Bourbon-Conti, prince de Conti, au château de Versailles. Son frère aîné épousa en même temps Marie-Anne de Bourbon-Conti, sœur de son futur époux. La jeune fille devient ainsi princesse de Conti, et obtient le titre d'Altesse Sérénissime.
Louise-Élisabeth est une jolie femme, d'un caractère doux et de manières agréables qui soigna son époux lorsqu'il fut atteint de la petite vérole en août 1716. L'union en fut néanmoins très malheureux : non seulement le prince trompait ouvertement son épouse mais encore, à demi-fou, il faisait preuve d'une jalousie maladive et violente. Nonobstant, elle savait faire preuve de suffisamment de courage et fierté pour dire à son époux : « Souvenez-vous que je puis faire des princes du sang sans vous alors que vous ne pouvez en faire sans moi. ». 
La jeune femme ne tarda pas à rapidement prendre pour amant le jeune marquis de La Fare, un cavalier de belle allure, futur maréchal de France, sans prendre peine de dissimuler cette liaison. Le prince le découvrant se mit alors à violemment battre sa femme et l'on dut à deux reprises appeler un chirurgien pour la sauver. Elle finira par fuir chez sa mère, puis dans un couvent. Le prince en appela au Parlement afin de tenter de récupérer son épouse. Elle finit tout de même par réintégrer le foyer de son époux en 1725. Elle fut donc enfermée au château de L'Isle-Adam.
La princesse finit par le persuader, à force de séduction et de persuasion, de rentrer à Paris, chose faite en 1727. Souffrant d'une fluxion à la poitrine, le prince ne tarda pas à mourir, le 4 mai 1727. Il mourra ainsi âgé de seulement trente-et-un ans, non sans supplier son épouse de lui pardonner ses tords. Le couple s'enrichit beaucoup durant la Régence grâce au système de Law, et échappant même au krach. 

### Veuvage
Devenue veuve, et ainsi princesse douairière, Louise-Élisabeth portait désormais le titre de « Madame la Princesse de Conti troisième » ou encore « Madame la Princesse de Conti dernière douairière », pour permettre de différencier les trois princesses douairières de Conti qui existèrent simultanément. En effet, Marie-Anne de Bourbon, fille légitimée du roi Louis XIV et de sa favorite Louise de La Vallière et veuve de Louis-Armand de Bourbon-Conti, portait déjà le titre de « Madame la Princesse de Conti première douairière » depuis 1685. Quant à Marie-Thérèse de Bourbon-Condé, fille d'Henri-Jules de Bourbon-Condé et veuve de François-Louis de Bourbon-Conti, elle se faisait appeler « Madame la Princesse de Conti seconde douairière », ce déjà depuis 1709.

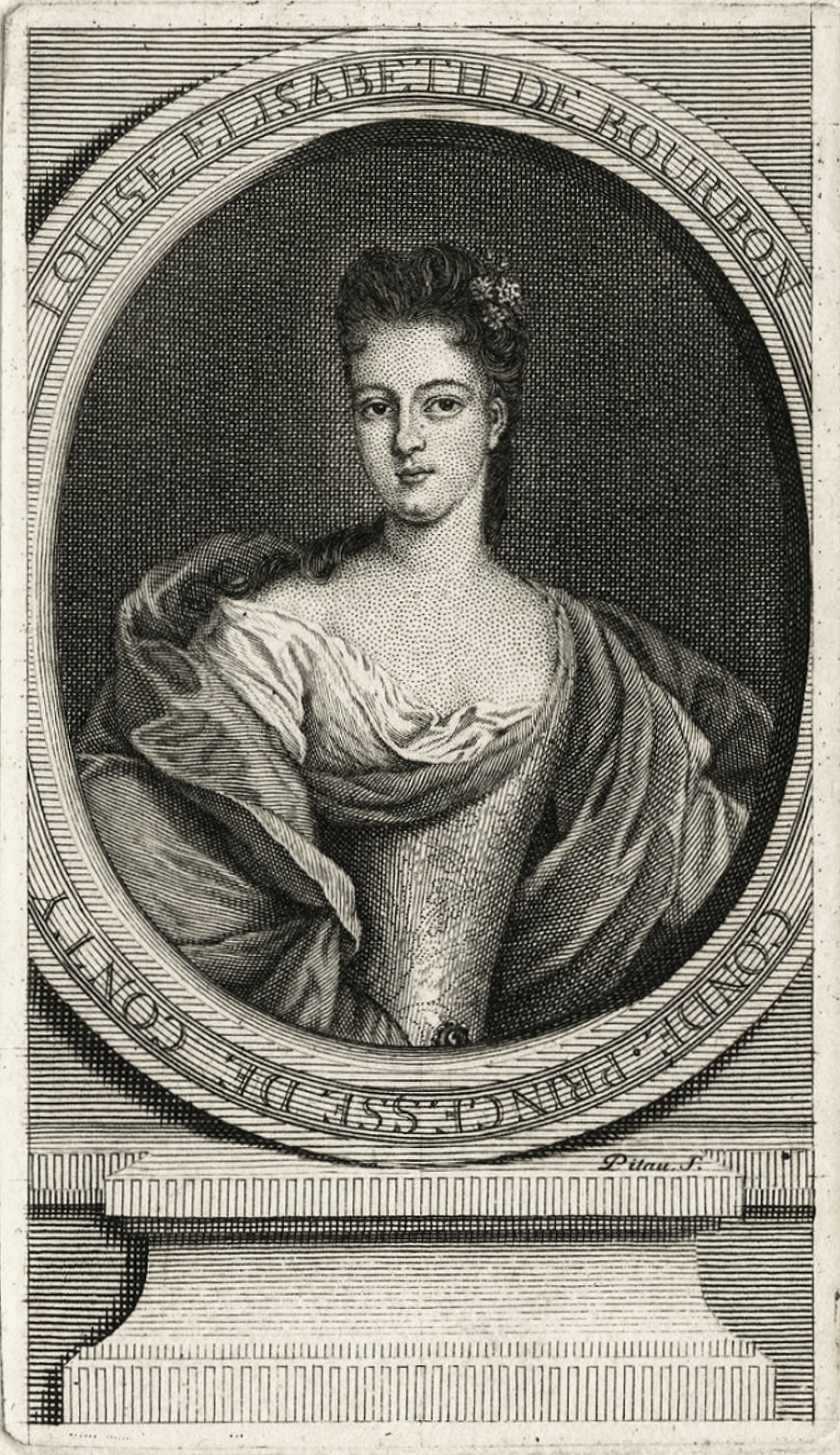
Louise-Élisabeth de Bourbon-Condé, princesse de Conti par Nicolas Pitau, XVIIIe siècle.

En 1733, Louise-Élisabeth acheta auprès de Françoise de Mailly, alors la veuve du marquis de La Vrillière, un hôtel particulier avec un vaste jardin, rue Saint-Dominique à Paris. Elle fait alors appel à l'architecte Nicolas Simonnet pour en rénover les intérieurs. La princesse douairière fit une alliance en 1743 avec sa tante, la duchesse douairière d'Orléans, afin de marier son jeune fils avec sa cousine, Louise-Diane d'Orléans, ainsi que sa fille avec le duc de Chartres, héritier de la Maison d'Orléans. Cela contribuait à apaiser les tensions et les rapports de toutes sortes entre les familles, qui furent générées par la mère et la tante de Louise-Élisabeth. 
Après la mort de sa mère en 1743, la princesse acheta le château de Louveciennes, qui revint plus tard à la couronne, et dont le roi Louis XV fit cadeau à sa maîtresse Madame du Barry par la suite. Elle acheta également le château de Voisins. Plus tard, en 1746, Louis XV demanda à la princesse douairière de présenter à la cour sa nouvelle maîtresse, Madame de Pompadour. Elle assista ainsi à un bal donné à la cour à l'occasion du mariage du dauphin Louis ainsi que de l'infante Marie-Thérèse-Raphaëlle d'Espagne en 1745. En échange de ce service rendu, le roi s'était alors engagé à éponger toutes les dettes de la princesse douairière de Conti. 

### Décès
Peu avant son décès, la princesse douairière de Conti légua son hôtel particulier parisien de la rue Saint-Dominique à son petit-fils, le comte de la Marche. Elle y meurt le 27 novembre 1775, alors âgée de quatre-vingt-et-un ans. Elle est enterrée en église Saint-Sulpice de Paris. 

## Descendance
Louise-Élisabeth de Bourbon-Condé épousa Louis-Armand de Bourbon-Conti. Ils eurent cinq enfants :
1. Louis de Bourbon-Conti (1715-1717), comte de la Marche ;
2. Louis-François de Bourbon-Conti, sixième prince de Conti ;
3. Louis-Armand de Bourbon-Conti (1720-1722), duc de Mercœur ;
4. Charles de Bourbon (1722-1730), comte d'Alais ;
5. Louise-Henriette de Bourbon-Conti, dite Mademoiselle de Conti, qui épousa en 1743 Louis-Philippe d'Orléans.

## Titulature
- 22 novembre 1693 — 6 mai 1706 : Son Altesse Sérénissime Mademoiselle de Charolais, princesse du sang de France ;
- 6 mai 1706 — 9 juillet 1713 : Son Altesse Sérénissime Mademoiselle de Condé, princesse su sang de France ;
- 9 juillet 1713 — 4 mai 1727 : Son Altesse Sérénissime la princesse de Conti, princesse du sang de France ;
- 4 mai 1727 — 27 mai 1775 : Son Altesse Sérénissime la princesse de Conti douairière, princesse du sang de France.